# Hajnalka Siposová
Hajnalka Siposová (nepřechýleně Hajnalka Sipos; * 11. října 1972 Szentendre) je maďarská reprezentační fotbalistka, brankářka, sportovní fotoreportérka. Hrála za ŽNK Osijek v chorvatské 1. divizi . Hrála Ligu mistrů s MTK Hungária FC a Osijek.  Byla členkou maďarského národního týmu . 

## Kariéra

### V národním týmu
V letech 2004 až 2006 se sedmkrát objevila v národním týmu.

## Ceny a ocenění
- Maďarský šampionát
  - 2. : 2001–02, 2002–03, 2005–06, 2008–09
  - 3. : 2003–04, 2006–07
- Maďarský pohár
  - vítěz: 2003, 2004, 2006
  - finalista: 2005

## Statistika

### Její zápasy v národním týmu
| Maďarsko | Maďarsko        | Maďarsko                         | Maďarsko  | Maďarsko | Maďarsko      | Maďarsko     | Maďarsko | Maďarsko |
| #        | Datum           | Místo                            | Domácí    | Výsledek | Hosté         | Typ          | Góly     | Událost  |
| -------- | --------------- | -------------------------------- | --------- | -------- | ------------- | ------------ | -------- | -------- |
| 1.       | 2. dubna 2004   | Lendva                           | Slovinsko | 2 – 2    | Maďarsko      | přátelský    | -        | 55'      |
| 2.       | 4. dubna 2004   | Szombathely, Király-sportcentrum | Maďarsko  | 4 – 1    | Slovinsko     | přátelský    | -        | 80'      |
| 3.       | 1. května 2004  | Dunaújváros                      | Maďarsko  | 2 – 2    | Lengyelország | Eb-selejtező | -        |          |
| 4.       | 19. března 2005 | Tapolca                          | Maďarsko  | 0 – 4    | Lengyelország | přátelský    | -        |          |
| 5.       | 13. dubna 2005  | Győr, Integral-DAC pálya         | Maďarsko  | 2 – 0    | Slovensko     | přátelský    | -        |          |
| 6.       | 24. května 2005 | Zalaegerszeg                     | Maďarsko  | 2 – 0    | Slovinsko     | přátelský    | -        | 46'      |
| 7.       | 7. března 2006  | Szenc                            | Slovensko | 3 – 2    | Maďarsko      | přátelský    | -        |          |
|          | Vše             |                                  |           | 7        | zápasů        |              | 0        | gólů     |